# Казанское (Северо-Казахстанская область)
Казанское (каз. Қазан) — село в Акжарском районе Северо-Казахстанской области Казахстана. Входит в состав Талшикского сельского округа. Код КАТО — 593430200.

## Население
В 1999 году население села составляло 790 человек (420 мужчин и 370 женщин). По данным переписи 2009 года, в селе проживало 500 человек (249 мужчин и 251 женщина).
В селе имеется школа, мед.пункт. И широко развито сельское хозяйство.